# 페나르딘
페나르딘(웨일스어: Penarddun [peˈnarðin])은 웨일스 신화에 등장하는 인물로, 리르 렌댜이스의 아내이다. 《마비노기의 네 가지》 중 두번째 가지인 〈리르의 딸 브란웬〉에 따르면 페나르딘은 리르와의 사이에 브란, 마나위단, 브란웬 3남매를 낳았다. 또한 에우로수이드와의 사이에서 착한 니시엔과 못돼먹은 에브니시엔을 낳았다. 〈브리튼의 삼인조〉에 따르면 리르가 에우로수이드에 의해 포로 신세가 된 브리튼의 고위 죄수 세 명 중 한 명이라고 하는데, 마비노기에는 전하지 않는 페나르딘이 막내아들 두 명을 낳게 된 경위가 약탈혼이었음을 이로 미루어 추측할 수 있다. 마비노기온에서는 페나르딘을 벨리 마우르의 딸이라고 하지만 불확실하고 혼동스럽다. 어쩌면 딸이 아니라 여동생이라고 해야 하는데 잘못 전해진 것일 가능성도 있다.
페나르딘이라는 이름은 "으뜸가는 미모" 또는 "가장 아름다운"이라는 뜻이다(웨일스어로 pen은 "머리, 으뜸"이라는 뜻이고 arddun은 "(여성의) 아름다움"이라는 뜻이다).